# Eredivisie 2021-2022 (calcio femminile)
L'Eredivisie 2021-2022, nota anche come Pure Energie Eredivisie Vrouwen 2021-2022 per ragioni di sponsorizzazione, è stata la dodicesima edizione della massima serie a carattere professionistico del campionato olandese. Il torneo prese il via il 27 agosto 2021 e si concluse il 20 maggio 2022.
Il campionato è stato vinto dal Twente per la quinta volta nella sua storia, la terza consecutiva. Fenna Kalma, attaccante del Twente, è stata eletta migliore giocatrice della stagione e ha anche vinto la classifica delle migliori marcatrici con 33 reti realizzate.

## Stagione

### Novità
Rispetto all'edizione 2020-2021, il numero di squadre partecipanti è aumentato di un'unità, salendo a 9, grazie all'ammissione del Feyenoord.

### Formato
Il formato del torneo venne modificato rispetto alle precedenti due edizioni, eliminando la seconda fase e portando a un'unica stagione regolare. Le nove squadre partecipanti si sono affrontate in un girone all'italiana, affrontandosi tre volte per un totale di 24 giornate. La classifica dopo la 18ª giornata, ossia dopo che tutte le squadre hanno giocato due volte l'una contro l'altra, determinava il calendario della terza parte della stagione e quindi quali partite disputare in casa e quali in trasferta. Al termine della stagione, la squadra prima classificata è stata dichiarata campione dei Paesi Bassi e ammessa alla UEFA Women's Champions League per la stagione successiva, assieme alla seconda classificata. Non erano previste retrocessioni.

## Squadre partecipanti
| Club         | Città      | Stadio                          | Stagione precedente    |
| ------------ | ---------- | ------------------------------- | ---------------------- |
| ADO Den Haag | L'Aia      | Cars Jeans Stadion              | 4º posto in Eredivisie |
| Ajax         | Amsterdam  | Complesso sportivo De Toekomst  | 3º posto in Eredivisie |
| Excelsior    | Rotterdam  | Van Donge & De Roo Stadion      | 7º posto in Eredivisie |
| Feyenoord    | Rotterdam  | Complesso sportivo Varkenoord   | -                      |
| Heerenveen   | Heerenveen | Complesso sportivo Skoatterwâld | 5º posto in Eredivisie |
| PEC Zwolle   | Zwolle     | Complesso sportivo Be Quick '28 | 6º posto in Eredivisie |
| PSV          | Eindhoven  | PSV Campus De Herdgang          | 2º posto in Eredivisie |
| Twente       | Enschede   | Complesso sportivo Het Diekman  | 1º posto in Eredivisie |
| VV Alkmaar   | Alkmaar    | Complesso sportivo Robonsbosweg | 8º posto in Eredivisie |

## Classifica finale
|  | Pos. | Squadra      | Pt | G  | V  | N | P  | GF | GS | DR  |
|  | ---- | ------------ | -- | -- | -- | - | -- | -- | -- | --- |
|  | 1.   | Twente       | 60 | 24 | 19 | 3 | 2  | 95 | 26 | +69 |
|  | 2.   | Ajax         | 54 | 24 | 17 | 3 | 4  | 70 | 22 | +48 |
|  | 3.   | PSV          | 43 | 24 | 13 | 4 | 7  | 35 | 29 | +6  |
|  | 4.   | ADO Den Haag | 39 | 24 | 11 | 6 | 7  | 49 | 32 | +17 |
|  | 5.   | Feyenoord    | 35 | 24 | 10 | 5 | 9  | 32 | 40 | -8  |
|  | 6.   | PEC Zwolle   | 28 | 24 | 8  | 4 | 12 | 33 | 46 | -13 |
|  | 7.   | Heerenveen   | 18 | 24 | 4  | 6 | 14 | 21 | 46 | -25 |
|  | 8.   | VV Alkmaar   | 17 | 24 | 5  | 2 | 17 | 29 | 68 | -39 |
|  | 9.   | Excelsior    | 11 | 24 | 2  | 5 | 17 | 28 | 83 | -55 |

Legenda:
      Campione dei Paesi Bassi e ammessa alla UEFA Women's Champions League 2022-2023.
      Ammessa alla UEFA Women's Champions League 2022-2023.
Regolamento:
Tre punti a vittoria, uno a pareggio, zero a sconfitta.

## Risultati
|              | ADO  | ADO  | Aja  | Aja  | Exc  | Exc  | Fey  | Fey  | Hee  | Hee  | PEC  | PEC  | PSV  | PSV  | Twe  | Twe  | VVA  | VVA  |
| ------------ | ---- | ---- | ---- | ---- | ---- | ---- | ---- | ---- | ---- | ---- | ---- | ---- | ---- | ---- | ---- | ---- | ---- | ---- |
| ADO Den Haag | –––– | –––- | 0-0  | 1-1  | 4-2  | –––- | 1-1  | –––- | 1-0  | –––- | 0-2  | 2-0  | 1-0  | –––- | 4-4  | 1-3  | 3-1  | 5-1  |
| Ajax         | 2-1  | –––- | –––- | –––- | 2-0  | –––- | 2-0  | –––- | 2-1  | –––- | 3-0  | 7-0  | 5-1  | 0-0  | 0-1  | 2-3  | 5-0  | 2-0  |
| Excelsior    | 0-5  | 3-4  | 1-7  | 2-8  | –––- | –––- | 1-2  | –––- | 2-2  | –––- | 2-1  | 1-2  | 3-3  | –––- | 1-9  | 0-5  | 2-1  | –––- |
| Feyenoord    | 1-1  | 0-5  | 4-1  | 1-4  | 3-2  | 2-0  | –––- | –––- | 2-2  | –––- | 1-0  | 2-2  | 2-1  | –––- | 0-0  | –––- | 2-1  | –––- |
| Heerenveen   | 1-0  | 0-4  | 0-4  | 0-2  | 1-1  | 3-0  | 0-1  | 2-0  | –––- | –––- | 1-1  | –––- | 0-1  | –––- | 0-2  | –––- | 3-0  | –––- |
| PEC Zwolle   | 3-0  | –––- | 1-3  | –––- | 3-0  | –––- | 2-1  | –––- | 3-1  | 1-1  | –––- | –––- | 1-1  | 0-2  | 1-4  | 1-3  | 2-3  | 2-1  |
| PSV          | 2-1  | 0-1  | 1-2  | –––- | 1-0  | 1-1  | 1-0  | 2-1  | 4-1  | 1-0  | 3-0  | –––- | –––- | –––- | 2-1  | –––- | 1-0  | –––- |
| Twente       | 4-4  | –––- | 3-2  | –––- | 7-1  | –––- | 2-1  | 6-0  | 8-0  | 3-0  | 1-4  | –––- | 3-1  | 3-0  | –––- | –––- | 8-0  | 7-0  |
| VV Alkmaar   | 1-0  | –––- | 1-4  | –––- | 5-1  | 2-2  | 1-2  | 1-3  | 0-0  | 3-2  | 3-1  | –––- | 1-3  | 2-3  | 1-5  | –––- | –––- | –––- |

## Statistiche

### Classifica marcatrici
| Gol |  |  | Giocatore            | Squadra      |
| --- |  |  | -------------------- | ------------ |
| 33  |  |  | Fenna Kalma          | Twente       |
| 25  |  |  | Romée Leuchter       | Ajax         |
| 17  |  |  | Renate Jansen        | Twente       |
| 13  |  |  | Kayleigh van Dooren  | Twente       |
| 11  |  |  | Jaimy Ravensbergen   | ADO Den Haag |
| 10  |  |  | Chasity Grant        | Ajax         |
| 10  |  |  | Sanne Koopman        | VV Alkmaar   |
| 10  |  |  | Desiree van Lunteren | PSV          |
| 8   |  |  | Liz Rijsbergen       | ADO Den Haag |
| 7   |  |  | Sabrine Ellouzi      | Excelsior    |
| 7   |  |  | Chimera Ripa         | Heerenveen   |
| 7   |  |  | Anna-Lena Stolze     | Twente       |
| 7   |  |  | Nikita Tromp         | Ajax         |